# Vlag van East Anglia

Vlag van East Anglia

De vlag van East Anglia, zoals hij vandaag de dag bekend is, zet de drie kronen in een blauw schild op een Kruis van Sint-Joris. De vlag werd voorgesteld door George Henry Langham en in 1902 aangenomen door de London Society of East Anglians (opgericht in 1896). Een schild van drie gouden kronen, twee boven elkaar geplaatst, op een blauwe achtergrond is eeuwenlang gebruikt als symbool van East Anglia. Het wapen werd door middeleeuwse herauten toegeschreven aan het Angelsaksische koninkrijk East Anglia en de Wuffingas-dynastie die erover regeerde. Het wapen is feitelijk identiek aan het wapen van Zweden.